# الجيش القاري

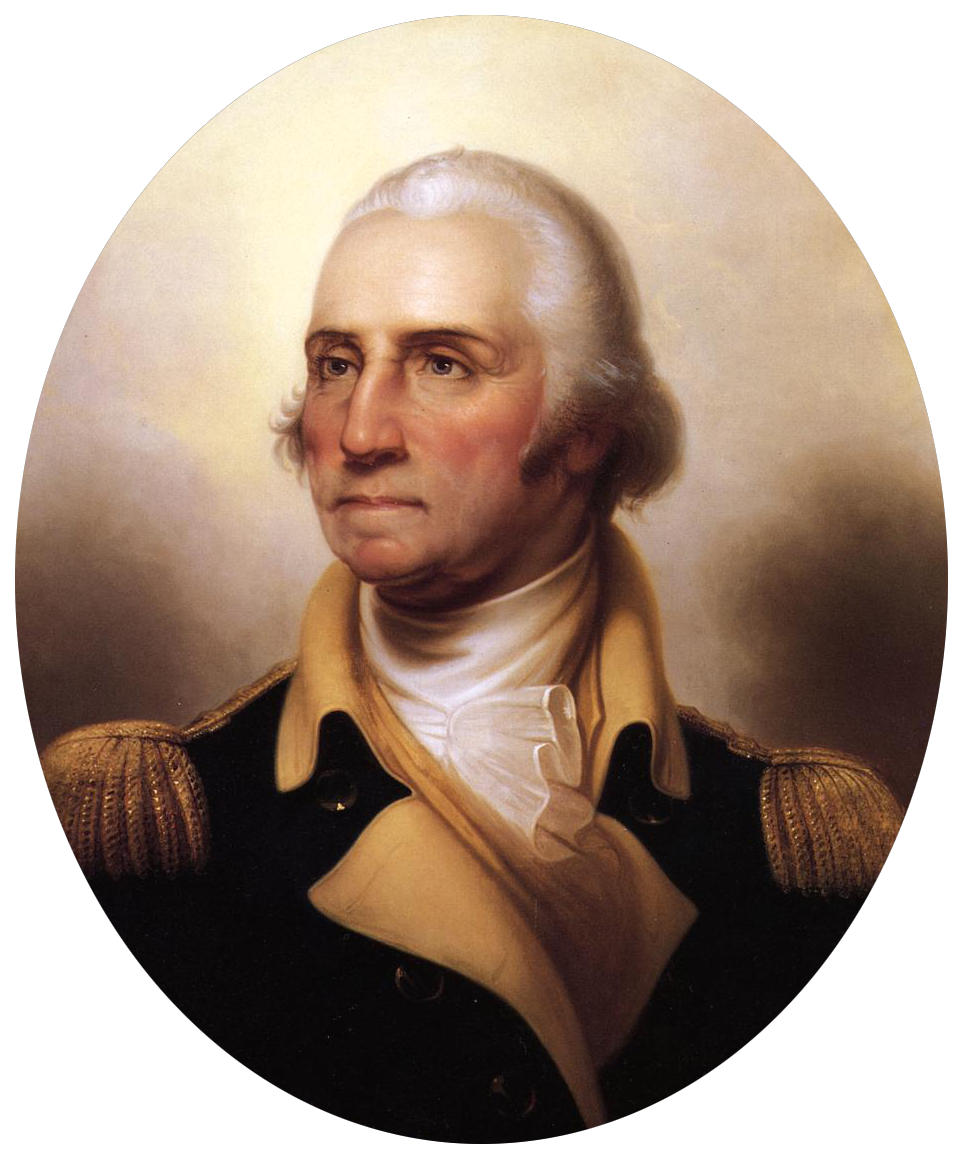
لوحة لجورج واشنطن القائد العام للجيش القاري.

الجيش القاري (بالإنجليزية: Continental Army)‏ هو جيش تشكل بعد اندلاع الثورة الأمريكية على يد المستوطنيين في الولايات المتحدة الأمريكية. تشكل الجيش بقرار من مؤتمر فيلادلفيا في 14 يونيو 1775، حيث تشكل لتوحيد القدرات العسكرية المستعمرات الثلاثة عشرة في ثورتهم ضد حكم بريطانيا العظمى. تم دعم الجيش القاري من قبل قوات عسكرية وميليشيات كانت تحت تصرف الولايات المختلفة. تم تعيين الجنرال جورج واشنطن قائدا عاما للجيش خلال الحرب.
تم حل معظم الجيش القاري في عام 1783 بعد أن أنهت معاهدة باريس الحرب. تحولت الوحدة الأولى والثانية لتشكل نواة فيلق الولايات المتحدة تحت قيادة أنتوني واين والذي أصبح لاحقا أساس جيش الولايات المتحدة في عام 1796.

## الأصول
تكوّن الجيش القاري من جنود من المستعمرات الثلاث عشرة كلها، وبعد عام 1776، من الولايات الثلاث عشرة كلها. بدأت حرب الاستقلال الأمريكية في معارك ليكسينغتون وكونكورد في التاسع عشر من أبريل عام 1775 حين لم يكن لثوار المستعمرات جيش نظامي. اعتمدت كل مستعمرة في السابق على الميليشيات (والتي تألفت من مواطنين-جنود بدوام جزئي) للدفاع المحلي؛ أو على قيام قوات إقليمية مؤقتة خلال أزمات كالحرب الفرنسية والهندية بين عامي 1754-1763. بدأ ثوار المستعمرات إعادة تشكيل ميليشياتهم استعدادًا للصراع المحتمل في ظل تزايد التوتر مع بريطانيا العظمى في السنوات التي سبقت الحرب. زاد تدريب رجال الميليشيات بعد إقرار «قوانين لا تطاق» في عام 1774. اقترح سكان المستعمرات مثل ريتشارد هنري لي تشكيل قوة ميليشيا وطنية، لكن الكونغرس القاري الأول رفض الفكرة.
سمح الكونغرس الإقليمي في ماساتشوستس بقيام جيش لساكني المستعمرات، ويتكون من ست وعشرين سرية فوج. لم تلبث نيوهامبشير ورود آيلاند وكونيتيكت حتى أنشأت قوات مماثلة لكنها أصغر. قرر الكونغرس القاري الثاني في الرابع عشر من يونيو عام 1775 المضي قدمًا في تأسيس الجيش القاري لأغراض الدفاع المشترك، معتمدًا على القوات المتمركزة منذ البداية خارج بوسطن (22000 مقاتل) ونيويورك (5000 مقاتل). وأسس أيضًا السرايا العشر الأولى للقوات القارية بتطوع لمدة عام واحد، جُنِّد الرماة من بنسيلفانيا وماريلند وفرجينيا لمشاة خفيفة. أصبح رماة بنسيلفانيا الفوج القاري الأول في يناير عام 1776. انتخب الكونغرس جورج واشنطن قائدًا أعلى بالإجماع في الخامس عشر من يونيو عام 1775، والذي قبل المنصب وخدم فيه طوال فترة الحرب بلا أي تعويض باستثناء سداد النفقات. أصبح دور الجيش القاري موضوعا لنقاش كبير مع تبني الكونغرس القاري بصفة متزايدة لمسؤوليات وهيئة المُشرّع لدولة ذات سيادة. كان لدى بعض الأمريكيين بغض عام من الحفاظ على جيش نظامي؛ ولكن من ناحية أخرى، فقد تطلبت مقتضيات الحرب ضد الجيش البريطاني انضباط وتنظيم العسكرية الحديثة. ونتيجة لذلك، مرَّ الجيش بأطوار مختلفة عدة، تمثلت بحلّه رسميًا وإعادة تنظيم وحداته.

## التشكيلات
تضمنت قوات الجيش القاري عدة جيوش أو تشكيلات متعاقبة:
- نظم واشنطن الجيش القاري لعام 1775 والذي يشمل جيش إنجلترا الجديدة إلى ثلاث فرق وست ألوية وثمانية وثلاثين فوجًا. أُرسِلت أفواج اللواء فيليب شويلر العشرة في نيويورك لغزو كندا.[6]
- أُعيد تنظيم الجيش القاري لعام 1776 بعد أن انتهت فترة التطوع الأولية لجنود جيش عام 1775. كان واشنطن قد أرسل توصيات للكونغرس القاري فور قبوله منصب القائد الأعلى، إلا أن الكونغرس استغرق وقتًا للنظر فيها وتنفيذها. ظل جيش عام 1776 ميّالًا للشمال الشرقي فيما يخص تركيبه وتركيزه الجغرافي، على الرغم من محاولات توسيع قاعدة الاستقطاب خارج إنجلترا الجديدة. تكوّن هذا الجيش من ستة وثلاثين فوجًا، معظمها وحِّدَت إلى كتيبة واحدة من سبعمئة وثمانية وستون رجلًا قويًا وشُكلت إلى ثماني سرايا، ويبلغ عدد عناصرها ستمئة وأربعين عنصرًا من دون احتساب الضباط.
- تطور الجيش القاري للفترة من عام 1777 إلى 1780 بواسطة عدة إصلاحات مَفصِليّة وقرارات سياسية، والتي انبثقت حين أصبح واضحًا أن البريطانيين كانوا يرسلون قوات كبيرة لإنهاء الثورة الأمريكية. أقر الكونغرس القاري «قرار الثماني والثمانين كتيبة»، والذي يأمر كل ولاية بأن تسهم بكتيبة فوج واحدة بالتناسب مع عدد سكانها، وحصل واشنطن بعد ذلك على سلطة إنشاء ست عشرة كتيبة إضافية. أُطيلت شروط التطوع لتصبح ثلاث سنوات أو «مدة الحرب» تجنبًا لأزمات نهاية العام، والتي استنزفت القوات (بما في ذلك الانهيار الوشيك الملحوظ للجيش في نهاية عام 1776، والذي كان يمكن أن ينهي الحرب بخسارة قارية أو أمريكية نتيجة للإهمال).
- شهد الجيش القاري للفترة من عام 1781 إلى 1782 أكبر أزمة للجانب الأمريكي في الحرب. كان الكونغرس مفلسًا، مما جعل تعويض الجنود الذين انتهت فترة عقودهم والبالغة ثلاث سنوات أمرًا في غاية الصعوبة. وصل الدعم الشعبي للحرب إلى أدنى مستوياته، وكان على واشنطن أن يخمد عمليات التمرد في كل من القوات المُكَلفة بالوجود في بنسيلفانيا ونيوجيرسي. صوّت الكونغرس لصالح قطع التمويل عن الجيش، إلا أن واشنطن تمكن مع ذلك من تحقيق انتصارات إستراتيجية مهمة.
- خَلَفَت القوات البرية للولايات المتحدة الأمريكية الجيش القاري للفترة من عام 1783 إلى 1784، والتي استمرت حتى يومنا هذا. حُلّت معظم الأفواج بطريقة منظمة مع استعادة السلام مع البريطانيين، مع أن العديد منها كان قد تضاءل بالفعل.